# Веер леди Уиндермир

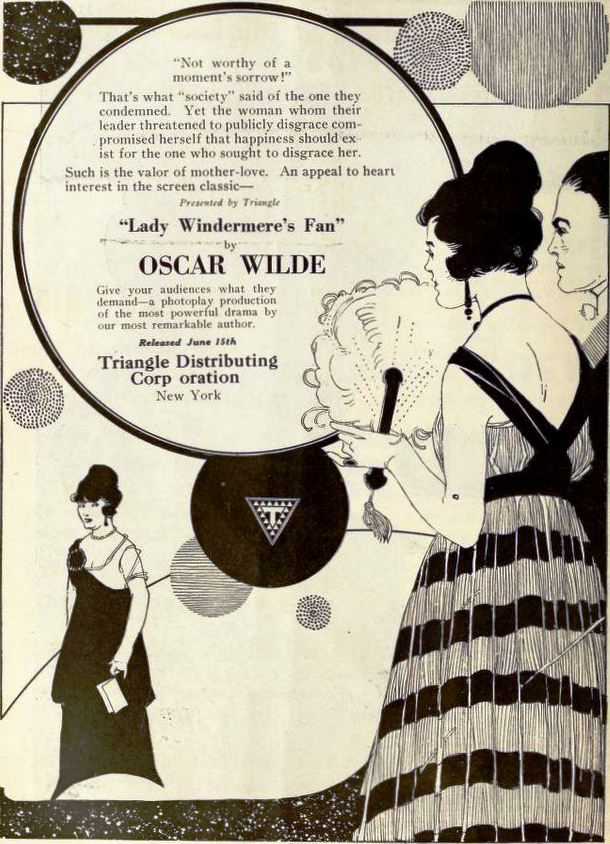
Постер к фильму «Веер леди Уиндермир» (1916), первой экранизации пьесы, для его премьеры в США в 1919 году. Опубликован в The Moving Picture World, в номере за 7 июня того года

«Ве́ер ле́ди Уи́ндермир, пье́са о хоро́шей же́нщине» (англ. Lady Windermere's Fan, A Play About a Good Woman) или «Ве́ер ле́ди Уи́ндермир» — комедия Оскара Уайльда. Премьера состоялась 22 февраля 1892 года в театре Сент-Джеймс. Постановщиком и исполнителем роли лорда Уиндермира выступил актёр и антрепренёр Джордж Александер, друг автора Публикация была посвящена «доброй памяти графа Роберта Литтона». Рукопись пьесы сохранилась до наших дней и находится в Мемориальной библиотеке Уильяма Эндрюса Кларка в Калифорнийском университете в Лос-Анджелесе.

## Сюжет
Перед вечерним приёмом по случаю дня рождения леди Маргарет Уиндермир зашедшая в гости герцогиня Бервик рассказывает о том, что муж леди ей неверен и имеет избранницу, некую миссис Эрлин. По его возвращении Маргарет напрямую спрашивает мужа о предполагаемой связи, но тот не только не развеивает её сомнений, но и просит пригласить миссис Эрлин на предстоящий бал и делает это сам после её категорического отказа.
На состоявшемся приёме лорд Дарлингтон неожиданно признаётся леди в своих чувствах, а та, возмущённая предполагаемой неверностью своего мужа, решается ответить на них и оставить своего мужа ради лорда Дарлингтона. Поняв, что произошло, миссис Эрлин следует за ней, в попытке убедить вернуться к мужу, невольно затем оказавшись в неудобном для себя положении. В это же время становится известно, что миссис Эрлин на самом деле является матерью Маргарет, оставившей свою семью за двадцать лет до событий пьесы.

## Действующие лица
- Лорд Уиндермир
- Лорд Дарлингтон
- Лорд Огастус Лортон
- Мистер Дамби
- Мистер Сесил Грэхем
- Мистер Хоппер
- Паркер, дворецкий
- Леди Уиндермир
- Герцогиня Бервик
- Леди Агата Карлайл
- Леди Плимдэйл
- Леди Статфилд
- Леди Джедбер
- Миссис Каупер-Каупер
- Миссис Эрлин
- Розали, горничная

## Создание и премьера
К лету 1891 года Уайльд уже написал три пьесы, «Вера, или Нигилисты» и «Герцогиня Падуанская» снискали определённый успех, однако «Саломея» была принята неоднозначно и даже подвергнута цензуре. Несмотря на это, Уайльд, однако, решает написать ещё одну пьесу, на этот раз отказавшись от жанра трагедии в пользу комедии.
Он отправился на север Англии, в Озёрный край, где жил с другом. Целый ряд героев пьесы получил имена, позаимствованные из названий различных мест этого края: Уиндермиры получили свою фамилию по названию озера Уиндермир и ближайшего к нему одноимённого города (хотя Уайльд уже использовал эту фамилию в рассказе «Преступление лорда Артура Сэвила»), а герцогиня Бервик и лорд Дарлингтон своими фамилиями обязаны городам Берик-апон-Туид и Дарлингтон. К скорому началу работы над пьесой Уайльда активно подталкивал Джордж Александер, актёр-антрепренёр театра Сент-Джеймс. Он одобрил законченную в октябре пьесу, и предложил Уайльду за неё аванс в размере 1000£. Уайльд, хоть и был впечатлён его уверенностью, однако предпочёл получать процентные отчисления, на которых мог заработать 7000£ только в первый год.
Премьера прошла в театре Сент-Джеймс и была сопровождена речью Уайльда, вызвавшей некоторый резонанс. Роль миссис Эрлин в постановке исполнила Мэрион Терри, роль же леди Уиндермир была исполнена Уинфред Эмери. Бродвейская премьера состоялась 5 февраля 1893 года и прошла в театре Альберта Палмера, став также первым выступлением для Джулии Артур, исполнившей роль леди Уиндермир в этой постановке.

## Издания
- Wilde, Oscar. Lady Windermere’s Fan. published in The Importance of Being Earnest and Other Plays. London: Penguin, 1940. ISBN 0-14-048209-1.
- Wilde, Oscar. Lady Windermere’s Fan. London: Nick Hern Books, 2005. ISBN 978-1-85459-771-7

## Переводы
Пьеса стала первым произведением Уайльда, переведённым на русский язык: перевод был опубликован в 1897 г. в журнале «Театрал» под названием «Загадочная женщина».